# Get Ready!
Pour les articles homonymes, voir Get Ready.
Get Ready! est un groupe belge  de pop de langue néerlandaise.

## Historique
Le boys band belge est formé à la fin de l'année 1995 et connaît un succès retentissant dans son pays d'origine. Entre 1996 et 2002, ils sortent cinq albums et une compilation, dont les trois premiers albums (Get Ready!, Go For It et Apollo) contiennent uniquement des chansons néerlandophones et francophones. Ils commencent avec des morceaux eurodance, puis essayent des airs pop rock pour leur troisième album. Le 3 septembre 1997, le groupe est la première partie de Michael Jackson devant 80 000 fans. Leur morceau partagé avec Liliane Saint-Pierre se hisse dans le classement des meilleurs titres en Flandre. Le quatrième album nommé The Mission comprend des chansons anglophones et était censé aider leur percée internationale. Ils réalisent une tournée de promotion en Asie incluant la Malaisie, Singapour, l'Indonésie, la Thaïlande et les Philippines.
Le groupe est séparé entre 2000 et 2002 avant la sortie du cinquième album intitulé Incognito. Le groupe porte plainte contre ZiZo-magazine (nl), qui avait écrit que les membres de Get Ready! étaient homosexuels. Plus tard, plusieurs membres annoncent qu'ils sont homosexuels.
L'intérêt du public alors n'est plus le même. Chaque membre du groupe suit ensuite sa propre voie. Certains d'entre-eux tentent leur chance en tant qu'artiste solo avant de sortir du marché de la musique.
Lors de l'été 2006, ils se réunissent pour un titre événement et trois membres reforment le groupe à l'été 2007. En août 2008, un membre fondateur, Glenn, quitte également le groupe et Get Ready! est alors reformé avec deux nouveaux membres, Tom et Kenny.
En 2016, le groupe célèbre son vingtième anniversaire et donne un concert avec les quatre membres fondateurs. Ils décident de reformer le groupe et de revenir à l'industrie de la musique.
Le 20 juillet 2018, ils se produisent sur la place du Jeu de Balle devant, entre autres, le roi Philippe et la reine Mathilde.

## Composition
- Jimmy Samijn (depuis 1995)
- Koen Bruggemans (depuis 1995)
- Glenn De Gendt (1995-2008/2017-)
- Jean-Marie Desreux (1995-2008/2017-)

## Discographie

### Albums classés
| Année | Titre                              | Classement des ventes |
| Année | Titre                              | BEL/Fl                |
| ----- | ---------------------------------- | --------------------- |
| 1996  | Get Ready!                         | 1                     |
| 1997  | Go For It!                         | 4                     |
| 1998  | Apollo                             | 6                     |
| 1999  | The Mission                        | 2                     |
| 2000  | Het beste van Get Ready! - Ga door | 37                    |
| 2017  | Best Of Get Ready! XXI             | 4                     |
| 2017  | Therapy                            | 8                     |

### Singles classés
| Année | Titre                                       | Classement des ventes | Album       |
| Année | Titre                                       | BEL/Fl                | Album       |
| ----- | ------------------------------------------- | --------------------- | ----------- |
| 1996  | Diep (nl)                                   | 5                     | Get Ready!  |
| 1996  | Laat (nl)                                   | 2                     | Get Ready!  |
| 1996  | Vuur (diep in mij)                          | 2                     | Get Ready!  |
| 1996  | Wachten op jou                              | 2                     | Get Ready!  |
| 1997  | Dromen                                      | 3                     | Go For It!  |
| 1997  | Marjolijn (nl)                              | 7                     | Go For It!  |
| 1997  | Geef me tijd avec Liliane Saint-Pierre      | 7                     | Go For It!  |
| 1997  | Stop... ou... encore? avec Plastic Bertrand | 40                    | Go For It!  |
| 1997  | Samen                                       | 8                     | Go For It!  |
| 1998  | Requiem 1998                                | 5                     | Apollo      |
| 1998  | Happy end                                   | 9                     | Apollo      |
| 1998  | Eigen zin                                   | 15                    | Apollo      |
| 1998  | Zeemeermin                                  | 26                    | Apollo      |
| 1999  | I Still Luv U                               | 10                    | The Mission |
| 1999  | A Girl Like You                             | 29                    | The Mission |
| 1999  | Skin Connection                             | 11 (tip)              | The Mission |
| 1999  | Silent Like The Rain                        | 47                    | The Mission |
| 2000  | Everytime I Think Of You                    | 11 (tip)              | -           |
| 2000  | Ga door                                     | 48                    | Ga door     |
| 2002  | Kom nu maar                                 | 35                    | Incognito   |
| 2002  | Beats of Love avec Amanda Lear              | 48                    | Incognito   |
| 2006  | Jaleo                                       | 1 (tip)               | -           |
| 2007  | Vrij                                        | 15 (tip)              | -           |
| 2009  | Diep 2009                                   | 15 (tip)              | -           |
| 2011  | Iemand zoals jij                            | 28 (tip)              | -           |
| 2015  | Sterrenregen                                | 30 (tip)              | -           |
| 2016  | Ik vraag me af avec Cliffke                 | (tip)                 | -           |
| 2017  | Feniks                                      | 31 (tip)              | XXI         |
| 2017  | Dat heerlijke gevoel                        | 8 (tip)               | XXI         |
| 2017  | De allerliefste                             | (tip)                 | Therapy     |
| 2017  | Mis                                         | (tip)                 | Therapy     |
| 2017  | Hogere sferen avec Voice Male (nl)          | (tip)                 | Therapy     |